# 短尾蝮
短尾蝮（学名：Gloydius brevicaudus）为蝰科亚洲蝮属的爬行动物，俗名七寸子、土巴蛇、土蝮蛇、土夫蛇、土公蛇。分布于朝鲜半岛以及中国大陆的北京、天津、河北、河南、辽宁、上海、江苏、浙江、安徽、福建、江西、湖北、湖南、四川、贵州、陕西、甘肃等地，多栖息于在长江中下游平原丘陵地区以及主要栖息于坟堆草丛及其附近。其生存的海拔上限为1100米。该物种的模式产地在釜山。

## 保护
本种于2023年被收录入《有重要生态、科学、社会价值的陆生野生动物名录》。